# Älvestads församling
Älvestads församling var en församling i Linköpings stift inom Svenska kyrkan i Motala kommun i Östergötlands län. Församlingen uppgick 2008 i Fornåsa församling.
Församlingskyrka var Älvestads kyrka.

## Administrativ historik

församling vapen

Församlingen har medeltida ursprung. 
Församlingen utgjorde under medeltiden ett eget pastorat, var därefter till 1 maj 1928 annexförsamling i pastoratet Skeppsås och Älvestad. Församlingen var mellan 1 maj 1928 och 1962 annexförsamling i pastoratet Fornåsa, Lönsås, Skeppsås och Älvestad. Från 1962 till 1974 var den annexförsamling i pastoratet Normlösa, Vallerstad, Skeppsås och Älvestad samt från 1974 till 2008 annexförsamling i pastoratet Fornåsa, Lönsås, Ekebyborna, Ask och Älvestad. Den 1 januari 2008 uppgick församlingen i Fornåsa församling.
Församlingskod var 058308.

## Kyrkoherdar
| Ämbetstid | Namn     | Levnadstid | Övrigt |
| --------- | -------- | ---------- | ------ |
| 1350      | Inguarus |            |        |

### Komministrar
Lista över komministrar.
| Ämbetstid | Namn                   | Levnadstid | Övrigt                                                  |
| --------- | ---------------------- | ---------- | ------------------------------------------------------- |
| 1577–1582 | Sveno Cnattingius      | 1555–1592  | Senare kyrkoherde i Skeppsås församlingen               |
| 1620–     | Magnus Laurentii       | –1652      | Senare komminister i Harstads församling.               |
| 1644–1656 | Olaus Fornelius        | –1656      |                                                         |
| 1657–1696 | Laurentius Jacobi      | –1696      |                                                         |
| 1696–1698 | Tobias Collander       | 1666–1730  | Senare kyrkoherde i Skärkinds församling.               |
| 1698–1733 | Laurentius Bergner     | 1670–1737  | Senare kyrkoherde i Skeppsås församling.                |
| 1734–1743 | Ericus Knoop           | 1703–1743  |                                                         |
| 1744–1758 | Jonas Bergner          | 1710–1763  | Senare kyrkoherde i Skeppsås församling.                |
| 1759–1772 | Petrus Rosinius        | 1713–1772  |                                                         |
| 1775–1788 | Carl Isberg            | 1738–1788  |                                                         |
| 1791–1810 | Carl Bergvall          | 1753–1816  | Senare kyrkoherde i Skeppsås församling.                |
| 1810–1818 | Anders Ekenberg        | 1767–1826  | Senare kyrkoherde i Skeppsås församling.                |
| 1818–1829 | Per David Widegren     | 1784–1849  | Senare kyrkoherde i Skeppsås församling.                |
| 1829–1839 | Carl Israel Lindhagen  | 1789–1839  |                                                         |
| 1840      | Jonas (John) Boman     |            | Var komminister i Kuddby församling och utnämndes 1840. |
| 1843–     | Paul Fredrik Watz      |            | Senare kyrkoherde i Hallingebergs församling.           |
| 1851–1875 | Paul Gerhard Kinnander | 1795–1875  |                                                         |
| 1878–1896 | Johan Albert Ekdal     | 1838–1910  | Senare kyrkoherde i Skeppsås församling.                |
| 1896–1911 | Karl Henning Magnell   | 1867–      | Senare kyrkoherde i Skeppsås församling.                |

## Klockare och organister
| Ämbetstid | Namn                    | Levnadstid | Övrigt                |
| --------- | ----------------------- | ---------- | --------------------- |
| 1691      | Jöns Andersson          | 1633–1708  | Klockare              |
| 1702–1730 | Tore Eriksson Knoop     | 1670–1730  | Klockare              |
| 1730–1760 | Jonas Toresson Knoop    | 1706–1776  | Klockare              |
| 1764–1786 | Lars Andersson          | 1730–1786  | Klockare              |
| 1783–1816 | Peter Stenberg          | 1754–1828  | Organist och klockare |
| 1816–1823 | Anders Peter Stenberg   | 1791–1823  | Organist och klockare |
| 1825–1827 | Anders Peter Kjellander | 1796–1827  | Organist och klockare |
| 1828–1847 | Gustaf Wedin            | 1804–1874  | Organist och klockare |
| 1847–1902 | August Johansson        | 1826–1902  | Organist och klockare |
| 1902–1933 | Carl Ryding             | 1882–1947  | Organist och klockare |
| 1934–1975 | Bertil Korsfeldt        | 1910–1991  | Organist och klockare |